# فهرست فیلم‌های پویانمایی رایانه‌ای
فیلم پویانمایی رایانه‌ای یک فیلم بلند است که به صورت پویانمایی رایانه‌ای و سه‌بعدی ساخته شده‌است. در حالی که امکان ساخت پویانمایی دوبعدی که  به شکل سنتی ساخته می‌شود وجود دارد، فیلم‌های پویانمایی در حال حاضر بیشتر با کمک رایانه ساخته می‌شوند. تکنیک ارائه گرافیک‌های رایانه‌ای سه‌بعدی واقعی (سی‌جی) یا تصویر تولیدشده توسط رایانه (سی‌جی‌آی) که سه‌بعدی است، منحصر به رایانه‌ها است.
این مقاله فهرستی از فیلم‌های بلند را ارائه می‌دهد که پویانمایی هستند و کاملاً با استفاده از رایانه ساخته شده‌اند.

## فیلم‌های اکران‌شده
تاریخ اکران درج شده در فهرست اولین نمایش عمومی فیلم به صورت کامل است. این بدان معناست که تاریخ درج شده در اینجا ممکن است زمان اکران فیلم در یک کشور یا منطقه خاص باشد.
کشورها و منطقه‌های فهرست‌شده نشان دهنده مکان‌هایی است که شرکت‌های توزیع هر عنوان در آن مستقر هستند. این بدان معناست که کشورهای درج شده برای یک فیلم ممکن است موقعیت مکانی که در آن فیلم تولید شده‌است نباشد و فقط مکانی باشد که در آن فیلم پخش شده‌است. اگر عنوانی تولید چند کشور باشد، کشور نام برده ابتدا با شرکت سازنده‌ای ارتباط دارد که بیشترین نقش را در ساخت فیلم داشته باشد.
| فیلم | تاریخ انتشار    | استودیو | کشور                                 |
| --- | --------------- | --- | ------------------------------------ |
| .hack//The Movie                                                                                            | ۲۱ ژانویه ۲۰۱۲  | سایبرکانکت۲ | ژاپن                                 |
| ۳ شجاع | ۲۲ مه ۲۰۱۵      | وادی انیمیشنز شرمین عبید چنائی | پاکستان                              |
| ۳ بهادر: تنبیه بابا بالام                                                                                   | ۱۵ دسامبر ۲۰۱۶  | وادی انیمیشنز شرمین عبید چنائی | پاکستان                              |
| ۹ | ۱۱ سپتامبر ۲۰۰۹ | اتیتود استودیو بازلفس استارز انیمیشن رلتیویتی مدیا فوکس فیچرز                                                                                              | ایالات متحده آمریکا                  |
| 25 April | ۱۴ سپتامبر ۲۰۱۵ | جنرال فیلم کورپوریشن ترنسمیشن فیلمس | نیوزیلند                             |
| ۱۰۸ پادشاه دیو سرشت 108 rois-démons                                                                         | ۴ دسامبر ۲۰۱۴   | | بلژیک فرانسه لوکزامبورگ              |
| A Warrior's Tail Савва. Сердце воина                                                                        | ۱۲ نوامبر ۲۰۱۵  | آرت پیکچرز استودیو گلوکزا پروداکشن | روسیه                                |
| نفرت‌انگیز                                                                                                   | ۲۷ سپتامبر ۲۰۱۹ | دریم‌ورکس انیمیشن استودیو پرل یونیورسال پیکچرز | ایالات متحده                         |
| خانواده آدامز                                                                                               | ۱۱ اکتبر ۲۰۱۹   | سینه سایت مترو گلدوین مایر | ایالات متحده کانادا                  |
| خانواده آدامز ۲                                                                                             | ۱ اکتبر ۲۰۲۱    | سینه سایت مترو گلدوین مایر | ایالات متحده آمریکا                  |
| The Adventures of Alyonushka and Yeryoma Приключения Алёнушки и Ерёмы (Priklyucheniya Alyonushki i Yeryomy) | ۲۳ اکتبر ۲۰۰۸   | پارادایز گروپ | روسیه                                |
| ماجراهای تن‌تن                                                                                               | ۲۱ دسامبر ۲۰۱۱  | نیکلودئون موویز وینگنات فیلمس د کندی/مارشال کمپانی امبلین اینترتینمنت همیسفر مدیا کپیتال پارامونت پیکچرز کلمبیا پیکچرز                                     | ایالات متحده نیوزیلند                |
| After School Midnighters                                                                                    | ۲۵ اوت ۲۰۱۲     | کو کی | ژاپن                                 |
| Agent F.O.X.                                                                                                | ۴ مه ۲۰۱۴       | فس ۴ فیلمس | کره جنوبی چین                        |
| Ainbo: Spirit of the Amazon                                                                                 | ۱۳ فوریه ۲۰۲۱   | تونچ فیلمس کتونی انیمیشن کول بینس | پرو هلند                             |
| A.Li.Ce | ۵ فوریه ۲۰۰۰    | گاگا کامیونیکیشنز | ژاپن                                 |
| Alibaba | ۲۶ ژوئیه ۲۰۰۲   | پنتمدیا گرفیکس | هند                                  |
| All I Want for Christmas Is You                                                                             | ۱۳ نوامبر ۲۰۱۷  | اسپلش انترتینمنت استودیوهای انیمیشن یونیورسال | ایالات متحده                         |
| Allahyar and the Legend of Markhor                                                                          | ۲ فوریه ۲۰۱۸    | ترد ورلد فیلمز آری فیلمس | پاکستان                              |
| آلفا و امگا                                                                                                 | ۱۷ سپتامبر ۲۰۱۰ | کرست انیمیشن پروداکشنس لاینزگیت فیلمز | ایالات متحده کانادا                  |
| فیلم پرندگان خشمگین                                                                                         | ۲۰ مه ۲۰۱۶      | رویو انیمیشن کلمبیا پیکچرز | ایالات متحده فنلاند                  |
| فیلم پرندگان خشمگین ۲                                                                                       | ۱۳ اوت ۲۰۱۹     | رویو انیمیشن سونی پیکچرز انیمیشن کلمبیا پیکچرز | ایالات متحده فنلاند                  |
| بیسکوییت باغ‌وحشی                                                                                            | ۱ سپتامبر ۲۰۱۷  | بلو دریم استودیوز | ایالات متحده اسپانیا                 |
| Animal Kingdom: Let's Go Ape Pourquoi j'ai pas mangé mon père                                               | ۸ آوریل ۲۰۱۵    | | بلژیک فرانسه ایتالیا                 |
| Animals United Konferenz der Tiere                                                                          | ۷ اکتبر ۲۰۱۰    | کنستانتین فیلم | آلمان                                |
| مورچه‌کش | ۲۸ ژوئیه ۲۰۰۶   | دی ان ای پروداکشنس پلی تون لجندری پیکچرز برادران وارنر پیکچرز                                                                                              | ایالات متحده                         |
| مورچه‌ای به نام زی                                                                                           | ۲ اکتبر ۱۹۹۸    | دریم‌ورکس انیمیشن دریم‌ورکس | ایالات متحده                         |
| زندگی یک حشره                                                                                               | ۲۵ نوامبر ۱۹۹۸  | پیکسار والت دیزنی پیکچرز | ایالات متحده                         |
| سرود کریسمس                                                                                                 | ۶ نوامبر ۲۰۰۹   | ایمج‌موورس دیجیتال والت دیزنی پیکچرز | ایالات متحده                         |
| اپلسید Appurushîdo                                                                                          | ۵ مارس ۲۰۰۴     | اپپلسید فیلم پارتنرز دیجیتال فرانتیر ان‌بی‌سی یونیورسال ژاپن                                                                                                 | ژاپن                                 |
| Appleseed EX Machina Ekusu makina                                                                           | ۲۰ اکتبر ۲۰۰۷   | دیجیتال فرانتیر اکس ماکینا فیلم پارتنرز میکوت اند باسارا کی.کی                                                                                             | ژاپن                                 |
| Appleseed Alpha Appleseed α                                                                                 | ۱۵ ژوئیه ۲۰۱۴   | سولا دیجیتال ارتس | ژاپن                                 |
| عدالت شمالی: گروه تندر                                                                                      | ۲۹ نوامبر ۲۰۱۹  | ای ام بی آی گروپ ای آی سی استودیوز ارکتیک جاستیس موی اسمبلگ انترتینمنت استودیو انترتینمنت                                                                  | کانادا بریتانیا                      |
| Ard Al Taaf أرض الطف                                                                                        | ۱۹ ژانویه ۲۰۰۷  | انیکس فیلمس سولا دیجیتال ارتس | لبنان                                |
| Ark | ۲ ژوئن ۲۰۰۵     | دیجیتال ریم | ایالات متحده کره جنوبی               |
| آرتور کریسمس                                                                                                | ۴ نوامبر ۲۰۱۱   | آردمن انیمیشن سونی پیکچرز انیمیشن کلمبیا پیکچرز | ایالات متحده بریتانیا                |
| استریکس: سرزمین خدایان Astérix: Le Domaine des dieux                                                        | ۲۶ نوامبر ۲۰۱۴  | گروه ام ۶ مک گاف | فرانسه بلژیک                         |
| پسر فضایی                                                                                                   | ۲۳ اکتبر ۲۰۰۹   | ایمجی انیمیشن استودیوز سامیت انترتینمنت | ایالات متحده هنگ کنگ                 |
| Atagoal: Cat's Magical Forest アタゴオルは猫の森                                                            | ۱۴ اکتبر ۲۰۰۶   | دیجیتال فرانتیر | ژاپن                                 |
| Azur & Asmar: The Princes' Quest Azur et Asmar                                                              | ۲۵ اکتبر ۲۰۰۶   | دیفنا فیلمس | فرانسه بلژیک اسپانیا ایتالیا         |
| گربه بد Kötü Kedi Serafettin                                                                                | ۵ فوریه ۲۰۱۶    | انیما استانبول کار کار فیلم یپیم | ترکیه                                |
| بالرین Leap!                                                                                                | ۱۴ دسامبر ۲۰۱۶  | کواد پروداکشنس مین جورنی کارامل فیلم | کانادا                               |
| Boo, Zino & the Snurks                                                                                      | ۱۸ مارس ۲۰۰۴    | امبینت انترتینمنت رکردد پیکچر کمپانی مرنا فیلمس هانوی فیلمس                                                                                                | آلمان اسپانیا بریتانیا هلند دانمارک  |
| رئیس مزرعه                                                                                                  | ۴ اوت ۲۰۰۶      | استیو اودکرک نیکلودئون موویز پارامونت پیکچرز | ایالات متحده                         |
| نبرد برای ترا                                                                                               | ۱ مه ۲۰۰۹       | نبرد برای ترا لاینزگیت فیلمز | ایالات متحده                         |
| The Bee Julia and Mrs. Vita L'Apetta Giulia e la signora Vita                                               | ۱۹ سپتامبر ۲۰۰۳ | اس کی سینماتوگرافیکا کینو بز گرنیتس | ایتالیا                              |
| فیلم زنبور                                                                                                  | ۲ نوامبر ۲۰۰۷   | دریم‌ورکس انیمیشن پارامونت پیکچرز | ایالات متحده                         |
| بئوولف | ۱۶ نوامبر ۲۰۰۷  | ایمج موورس شنگری لا انترتینمنت پارامونت پیکچرز برادران وارنر پیکچرز                                                                                        | ایالات متحده                         |
| شش قهرمان بزرگ                                                                                              | ۲۶ نوامبر ۲۰۱۴  | استودیو انیمیشن والت دیزنی والت دیزنی پیکچرز | ایالات متحده                         |
| بلال: نژاد جدید قهرمان                                                                                      | ۸ سپتامبر ۲۰۱۶  | برجون انترتینمنت | عربستان سعودی امارات متحده عربی      |
| بلیم! | ۲۰ مه ۲۰۱۷      | پالیگان پیکچرز | ژاپن                                 |
| Blinky Bill the Movie                                                                                       | ۱۷ سپتامبر ۲۰۱۵ | فلایینگ بارک پروداکشنس استودیوکانال | استرالیا                             |
| BoBoiBoy: The Movie                                                                                         | ۳ مارس ۲۰۱۶     | انیمنستا استودیوز پرایم وورک استودیوز | مالزی                                |
| تیزپا | ۲۱ نوامبر ۲۰۰۸  | استودیو انیمیشن والت دیزنی والت دیزنی پیکچرز | ایالات متحده                         |
| Bاونوbاونو: Kumomo no Ki no Koto                                                                            | ۱۰ اوت ۲۰۰۲     | امیوز پیکچرز (اکنون شووگیت) | ژاپن                                 |
| کتاب زندگی                                                                                                  | ۱۷ اکتبر ۲۰۱۴   | استودیوهای ریل اف‌ایکس کریتیو استودیو قرن بیستم | ایالات متحده                         |
| بچه رئیس | ۳۱ مارس ۲۰۱۷    | دریم‌ورکس انیمیشن استودیو قرن بیستم | ایالات متحده                         |
| بچه رئیس: کسب‌وکار خانوادگی                                                                                  | ۲ ژوئیه ۲۰۲۱    | دریم‌ورکس انیمیشن یونیورسال پیکچرز | ایالات متحده                         |
| The Boxcar Children                                                                                         | ۲۵ اوت ۲۰۱۴     | فس ۴ فیلمس | ایالات متحده                         |
| دلیر | ۲۲ ژوئن ۲۰۱۲    | پیکسار والت دیزنی پیکچرز | ایالات متحده                         |
| کاپیتان زیرشلواری: اولین فیلم حماسی                                                                         | ۲ ژوئن ۲۰۱۷     | دریم‌ورکس انیمیشن استودیو قرن بیستم | ایالات متحده                         |
| گرفتن پرچم                                                                                                  | ۲۵ ژوئیه ۲۰۱۵   | لایت باکس انترتینمنت پارامونت پیکچرز | اسپانیا                              |
| ماشین‌ها | ۱۶ ژوئن ۲۰۰۶    | پیکسار والت دیزنی پیکچرز | ایالات متحده                         |
| ماشین‌ها ۲                                                                                                   | ۱۷ ژوئن ۲۰۱۱    | پیکسار والت دیزنی پیکچرز | ایالات متحده                         |
| ماشین‌ها ۳                                                                                                   | ۱۶ ژوئن ۲۰۱۷    | پیکسار والت دیزنی پیکچرز | ایالات متحده                         |
| Cassiopeia                                                                                                  | ۱ آوریل ۱۹۹۶    | ان دی آر فیلمس | برزیل                                |
| Chaar Sahibzaade                                                                                            | ۶ نوامبر ۲۰۱۴   | اینترکتیو ریلیتیس انترنشنال بوجا مویس | هندوستان                             |
| Chaar Sahibzaade 2: Rise of Banda Singh Bahadur                                                             | ۱۱ نوامبر ۲۰۱۶  | اینترکتیو ریلیتیس انترنشنال بوجا مویس | هندوستان                             |
| جوجه کوچولو                                                                                                 | ۴ نوامبر ۲۰۰۵   | استودیو انیمیشن والت دیزنی والت دیزنی پیکچرز | ایالات متحده                         |
| ابری با احتمال بارش کوفته‌قلقلی                                                                              | ۲۵ سپتامبر ۲۰۰۹ | سونی پیکچرز انیمیشن کلمبیا پیکچرز | ایالات متحده                         |
| ابری با احتمال بارش کوفته‌قلقلی ۲                                                                            | ۲۷ سپتامبر ۲۰۱۳ | سونی پیکچرز انیمیشن کلمبیا پیکچرز | ایالات متحده                         |
| کوکو | ۲۲ نوامبر ۲۰۱۷  | پیکسار والت دیزنی پیکچرز | ایالات متحده                         |
| Condorito The Movie Condorito La Pelicula                                                                   | ۱۲ نوامبر ۲۰۱۷  | پجررکو فیلمس استودیو قرن بیستم | شیلی                                 |
| غارنشین‌ها                                                                                                   | ۲۲ مارس ۲۰۱۳    | دریم‌ورکس انیمیشن استودیو قرن بیستم | ایالات متحده                         |
| غارنشین‌ها: عصر جدید                                                                                         | ۲۵ نوامبر ۲۰۲۰  | دریم‌ورکس انیمیشن یونیورسال پیکچرز | ایالات متحده                         |
| Daddy, I'm a Zombie Papá, soy una zombi                                                                     | ۲۵ نوامبر ۲۰۱۱  | آبرا پروداکشنز دیجیتال دریمس فیلمس | اسپانیا                              |
| دجال قاتل و پیروانش                                                                                         | دسامبر ۲۰۱۸     | دبلیوای تی مدیا مسنجر۲۰۵۰ | پاکستان                              |
| Delgo | ۱۲ دسامبر ۲۰۰۸  | فتم استودیوز فریستیل رلیسینگ | ایالات متحده                         |
| من نفرت‌انگیز                                                                                                | ۹ ژوئیه ۲۰۱۰    | ایلومینیشن یونیورسال پیکچرز | ایالات متحده                         |
| من نفرت‌انگیز ۲                                                                                              | ۵ ژوئیه ۲۰۱۳    | ایلومینیشن یونیورسال پیکچرز | ایالات متحده                         |
| من نفرت‌انگیز ۳                                                                                              | ۳۰ ژوئن ۲۰۱۷    | ایلومینیشن یونیورسال پیکچرز | ایالات متحده                         |
| سفر به دهلی                                                                                                 | ۱۹ اکتبر ۲۰۱۲   | کراین پیکچرز | هندوستان                             |
| Dheera | ۱۵ ژانویه ۲۰۱۳  | ریلاینس مدیا ارچر استودیوز | هندوستان                             |
| دفترچه خاطرات یک پسربچه بی‌عرضه                                                                              | ۳ دسامبر ۲۰۲۱   | انیمیشن قرن بیستم بردل انترتینمنت والت دیزنی پیکچرز | ایالات متحده                         |
| دایناسور | ۱۹ مه ۲۰۰۰      | استودیو انیمیشن والت دیزنی والت دیزنی پیکچرز | ایالات متحده                         |
| Dino Time                                                                                                   | ۳۰ نوامبر ۲۰۱۲  | سی‌جی انترتینمنت کلریوس انترتینمنت | کره جنوبی                            |
| Disco Worms                                                                                                 | ۱۶ ژانویه ۲۰۰۹  | دیسکو ارمن | دانمارک آلمان                        |
| The Donkey King                                                                                             | ۱۳ اکتبر ۲۰۱۸   | تالیسمان استودیوز گئو فیلمس | پاکستان                              |
| Donkey Xote                                                                                                 | ۲۲ نوامبر ۲۰۰۷  | لومیک استودیوز فیلمکس | ایتالیا اسپانیا                      |
| Doru | ۷ ژوئیه ۲۰۱۷    | انیبرا انیمیشن استودیوز | ترکیه                                |
| Dragon Age: Dawn of the Seeker                                                                              | ۱۱ فوریه ۲۰۱۲   | فانیمیشن آکسی بات | ژاپن                                 |
| DragonBlade: The Legend of Lang 龍刀奇緣                                                                    | ۶ ژانویه ۲۰۰۵   | دی سی دی سی گروه فیلم چین | هنگ کنگ                              |
| Dragons: Destiny of Fire Dragones: destino de fuego                                                         | ۲۷ ژوئیه ۲۰۰۶   | آلپامایو | پرو                                  |
| شکارچیان اژدها Chasseurs de dragons                                                                         | ۱۹ مارس ۲۰۰۸    | فوتوریکن | فرانسه آلمان لوکزامبورگ              |
| Dragon Nest: Rise of the Black Dragon                                                                       | ۲۰ مه ۲۰۱۴      | | چین                                  |
| اردک اردک غاز                                                                                               | ۲۰ آوریل ۲۰۱۸   | اوریجینال فورس انیمیشن اوپن رود فیلمز | ایالات متحده چین                     |
| Egon & Dönci                                                                                                | ۲۹ نوامبر ۲۰۰۷  | تکس فری فیلم | مجارستان                             |
| El Americano: The Movie                                                                                     | ۲۸ اوت ۲۰۱۵     | انیمکس پروداکشنز | ایالات متحده مکزیک                   |
| The Elfkins – Baking a Difference                                                                           | ۸ اکتبر ۲۰۱۹    | اکورد فیلم | آلمان                                |
| Elias and the Royal Yacht Elias og Kongeskipet                                                              | ۲۳ فوریه ۲۰۰۷   | فیلمکمرتن ا/س | نروژ                                 |
| Elysium | ۱۵ اوت ۲۰۰۳     | بیگ فیلم انترتینمنت | کره جنوبی                            |
| فیلم شکلک                                                                                                   | ۲۸ ژوئیه ۲۰۱۷   | سونی پیکچرز انیمیشن کلمبیا پیکچرز | ایالات متحده                         |
| The Emperor's Secret Keisarin salaisuus                                                                     | ۸ سپتامبر ۲۰۰۶  | هلسینکی فیلمی ای | فنلاند                               |
| افسون | ۲۴ نوامبر ۲۰۲۱  | استودیو انیمیشن والت دیزنی والت دیزنی پیکچرز | ایالات متحده                         |
| حماسه | ۲۴ مه ۲۰۱۳      | بلو اسکای استودیو استودیو قرن بیستم | ایالات متحده                         |
| فرار از سیاره زمین                                                                                          | ۱۵ فوریه ۲۰۱۳   | رینمکر انترتینمنت واینستین کمپانی | ایالات متحده کانادا                  |
| Especial Особенный (Osobennyy)                                                                              | اوت ۲۰۰۶        | انیمجیک | روسیه                                |
| قهرمان کوچک                                                                                                 | ۱۵ سپتامبر ۲۰۰۶ | ای دی تی انترتینمنت دن کرچ پروداکشنس استودیو قرن بیستم | ایالات متحده کانادا                  |
| Fantastic Journey to OZ                                                                                     | ۲۰ آوریل ۲۰۱۷   | ملنیتسا | روسیه                                |
| Fantastic Return to Oz Урфин Джюс возвращается                                                              | ۲۴ اکتبر ۲۰۱۹   | ملنیتسا | روسیه                                |
| فردیناند | ۱۵ دسامبر ۲۰۱۷  | بلو اسکای استودیو استودیو قرن بیستم | ایالات متحده                         |
| فاینال فانتزی ۷: ظهور کودکان                                                                                | ۱۴ سپتامبر ۲۰۰۵ | اسکوئر انیکس | ژاپن                                 |
| فاینال فانتزی: ارواح درون                                                                                   | ۲ ژوئیه ۲۰۰۱    | اسکوئر کلمبیا پیکچرز | ایالات متحده ژاپن                    |
| در جستجوی نمو                                                                                               | ۳۰ مه ۲۰۰۳      | پیکسار والت دیزنی پیکچرز | ایالات متحده                         |
| در جستجوی دوری                                                                                              | ۱۷ ژوئن ۲۰۱۶    | پیکسار والت دیزنی پیکچرز | ایالات متحده                         |
| The Fixies: Top Secret Фиксики: Большой секрет                                                              | ۲۸ اکتبر ۲۰۱۷   | ایرودپلین پروداکشنز پترسبورگ انیمیشن استودیو | روسیه                                |
| Fixies Vs. Crabots Фиксики против кработов                                                                  | ۲۱ دسامبر ۲۰۱۹  | ایرودپلین پروداکشنز پترسبورگ انیمیشن استودیو | روسیه                                |
| پختستان | ۲۰۰۷            | لد اهلینگر جونیور | ایالات متحده                         |
| The Flight Before Christmas Niko - Lentäjän poika                                                           | ۲۲ سپتامبر ۲۰۰۸ | سینه میکر ای انیما ویتا ای. فیلم ای/اس پیکتوریون مگما انیمیشن                                                                                              | فنلاند دانمارک آلمان ایرلند          |
| برآب‌رفته | ۳ نوامبر ۲۰۰۶   | دریم‌ورکس انیمیشن آردمن انیمیشن پارامونت پیکچرز | ایالات متحده بریتانیا                |
| بزن بریم ماه                                                                                                | ۳۰ ژانویه ۲۰۰۸  | ان ویو پیکچرز ایللومینتا پیکچرز | ایالات متحده بلژیک                   |
| A Fox's Tale Kis Vuk                                                                                        | ۱۷ آوریل ۲۰۰۸   | دین انترتینمنت بوداپست فیلم | بریتانیا مجارستان                    |
| Foodfight!                                                                                                  | ۱۷ اوت ۲۰۱۲     | ترشهولد انترتینمنت ویوا پیکچرز | ایالات متحده                         |
| فردی فراگ‌فیس Orla Frøsnapper                                                                                | ۱ ژوئن ۲۰۱۱     | کرون فیلم پروداکشن ا/س | دانمارک                              |
| پرندگان آزاد                                                                                                | ۸ نوامبر ۲۰۱۳   | استودیوهای ریل اف‌ایکس کریتیو رلتیویتی مدیا | ایالات متحده                         |
| جیمی آزاد Slipp Jimmy fri                                                                                   | ۱۷ مارس ۲۰۰۶    | فری جیممی پروداکشنس | نروژ بریتانیا                        |
| The Frogville 桃蛙源记                                                                                      | ۳ اکتبر ۲۰۱۴    | | تایوان                               |
| یخ‌زده | ۲۷ نوامبر ۲۰۱۳  | استودیو انیمیشن والت دیزنی والت دیزنی پیکچرز | ایالات متحده                         |
| یخ‌زده ۲ | ۲۷ نوامبر ۲۰۱۹  | استودیو انیمیشن والت دیزنی والت دیزنی پیکچرز | ایالات متحده                         |
| Friends: Naki on Monster Island friends もののけ島のナキ                                                    | ۱۷ دسامبر ۲۰۱۱  | توهو | ژاپن                                 |
| فوتبال‌دستی Metegol                                                                                          | ۱۸ ژوئیه ۲۰۱۳   | ایللوژن استودیوز ۱۰۰ برس | آرژانتین                             |
| گانتز: او                                                                                                   | ۱۴ اکتبر ۲۰۱۶   | دیجیتال فرانتیر | ژاپن                                 |
| Garm Wars: the Last D ruid                                                                                  | ۲۵ اکتبر ۲۰۱۴   | پروداکشن آی. جی بندای نامکو انترتینمنت | ژاپن کانادا                          |
| Gaturro | ۹ سپتامبر ۲۰۱۰  | ایللوژن استودیوز انیما استودیوز | آرژانتین مکزیک                       |
| Geng: The Adventure Begins Geng: Pengembaraan Bermula                                                       | ۱۲ فوریه ۲۰۰۹   | له کوپاک پروداکشن | مالزی                                |
| Gladiators of Rome Gladiatori di Roma                                                                       | ۱۸ اکتبر ۲۰۱۲   | رینبو سی جی آی پارامونت پیکچرز | ایتالیا                              |
| Gnome Alone                                                                                                 | ۲ مارس ۲۰۱۸     | ونگوارد انیمیشن سینه سایت اسمیت گلوبال مدیا | ایالات متحده کانادا                  |
| نومئو و ژولیت                                                                                               | ۱۱ فوریه ۲۰۱۱   | استارز انیمیشن راکت پیکچرز میرامکس تاچ‌استون پیکچرز | ایالات متحده بریتانیا                |
| Gnomes and Trolls: The Secret Chamber Tomtar & troll - Den hemliga kammaren                                 | ۳۱ ژانویه ۲۰۰۸  | وایت شارک ای بی اس‌اف | سوئد                                 |
| Goat Story - The Old Prague Legends Kozí příbêh - povêsti staré Prahy                                       | ۱۶ اکتبر ۲۰۰۸   | آرت ا ند انیمیشن استودیو | جمهوری چک                            |
| Goat Story 2 Kozí příbêh se sýrem                                                                           | ۲۵ اکتبر ۲۰۱۲   | آرت ا ند انیمیشن استودیو | جمهوری چک                            |
| God's Faithful Servant: Barla                                                                               | ۴ نوامبر ۲۰۱۱   | سامان یولو | ترکیه                                |
| گودزیلا: سیاره هیولاها 怪獣惑星                                                                             | ۱۷ نوامبر ۲۰۱۷  | پالیگان پیکچرز توهو | ژاپن                                 |
| دایناسور خوب                                                                                                | ۲۵ نوامبر ۲۰۱۵  | پیکسار والت دیزنی پیکچرز | ایالات متحده                         |
| The Great Bear Den kæmpestore bjørn                                                                         | ۱۰ فوریه ۲۰۱۱   | کپنهاگن بمبئی | دانمارک                              |
| Green Election Campaign                                                                                     | ۲ مه ۲۰۱۸       | اس ان انیمیشن | پاکستان                              |
| گرینچ | ۹ نوامبر ۲۰۱۸   | ایلومینیشن یونیورسال پیکچرز | ایالات متحده                         |
| Guardians of Oz Guardianes de Oz                                                                            | ۱۰ آوریل ۲۰۱۵   | انیما استودیوز | مکزیک هندوستان                       |
| Happily N'Ever After                                                                                        | ۵ ژانویه ۲۰۰۷   | ونگوارد انیمیشن آدیسی انترتینمنت لاینزگیت فیلمز | ایالات متحده                         |
| The Happy Cricket and the Giant Bugs O Grilo Feliz e os Insetos Gigantes                                    | ۹ ژانویه ۲۰۰۹   | استارت دسنهس انیمادوس | برزیل                                |
| خوش‌قدم | ۱۷ نوامبر ۲۰۰۶  | انیمل لگیک ویلیج رودشو پیکچرز برادران وارنر پیکچرز | ایالات متحده استرالیا                |
| خوش قدم ۲                                                                                                   | ۲۳ نوامبر ۲۰۱۱  | جرج میلر ویلیج رودشو پیکچرز برادران وارنر پیکچرز | ایالات متحده استرالیا                |
| Harvie and the Magic Museum Гурвинек: Волшебная игра                                                        | ۳۱ اوت ۲۰۱۷     | کینوآتیس گرید انیمیشن رولینگ پیکچرز | روسیه جمهوری چک بلژیک                |
| قهرمان شهر رنگی                                                                                             | ۳ اکتبر ۲۰۱۴    | اکسودوس فیلم گروپ مگنولیا پیکچرز | ایالات متحده                         |
| خانه | ۲۷ مارس ۲۰۱۵    | دریم‌ورکس انیمیشن استودیو قرن بیستم | ایالات متحده                         |
| شنل‌قرمزی | ۱۳ ژانویه ۲۰۰۶  | کنبر انترتینمنت واینستین کمپانی | ایالات متحده                         |
| شنل‌قرمزی ۲                                                                                                  | ۲۹ آوریل ۲۰۱۱   | کنبر انترتینمنت واینستین کمپانی | ایالات متحده                         |
| هورتون صدایی می‌شنود                                                                                         | ۱۴ مارس ۲۰۰۸    | بلو اسکای استودیو استودیو قرن بیستم | ایالات متحده                         |
| هتل ترانسیلوانیا                                                                                            | ۲۸ سپتامبر ۲۰۱۲ | سونی پیکچرز انیمیشن کلمبیا پیکچرز | ایالات متحده                         |
| هتل ترانسیلوانیا ۲                                                                                          | ۲۵ سپتامبر ۲۰۱۵ | سونی پیکچرز انیمیشن کلمبیا پیکچرز | ایالات متحده                         |
| هتل ترانسیلوانیا ۳: تعطیلات تابستانی                                                                        | ۱۳ ژوئیه ۲۰۱۸   | سونی پیکچرز انیمیشن کلمبیا پیکچرز | ایالات متحده                         |
| The House of Magic Le Manoir magique                                                                        | ۲۵ دسامبر ۲۰۱۳  | ان ویو پیکچرز استودیو کانال انترنشنال | بلژیک                                |
| چگونه اژدهای خود را تربیت کنیم                                                                              | ۲۶ مارس ۲۰۱۰    | دریم‌ورکس انیمیشن پارامونت پیکچرز | ایالات متحده                         |
| چگونه اژدهای خود را تربیت کنیم ۲                                                                            | ۱۳ ژوئن ۲۰۱۴    | دریم‌ورکس انیمیشن استودیو قرن بیستم | ایالات متحده                         |
| چگونه اژدهای خود را تربیت کنیم: دنیای پنهان                                                                 | ۲۲ فوریه ۲۰۱۹   | دریم‌ورکس انیمیشن یونیورسال پیکچرز | ایالات متحده                         |
| عصر یخبندان                                                                                                 | ۱۵ مارس ۲۰۰۲    | بلو اسکای استودیو استودیو قرن بیستم | ایالات متحده                         |
| عصر یخبندان: ذوب                                                                                            | ۳۱ مارس ۲۰۰۶    | بلو اسکای استودیو استودیو قرن بیستم | ایالات متحده                         |
| عصر یخبندان: ظهور دایناسورها                                                                                | ۲۶ ژوئن ۲۰۰۹    | بلو اسکای استودیو استودیو قرن بیستم | ایالات متحده                         |
| عصر یخبندان: رانش قاره‌ای                                                                                    | ۱۳ ژوئیه ۲۰۱۲   | بلو اسکای استودیو استودیو قرن بیستم | ایالات متحده                         |
| عصر یخبندان: مسیر برخورد                                                                                    | ۲۲ ژوئیه ۲۰۱۶   | بلو اسکای استودیو استودیو قرن بیستم | ایالات متحده                         |
| ایگور | ۱۹ سپتامبر ۲۰۰۸ | اسپارکس انیمیشن استودیوز اکسودوس فیلم گروپ مترو گلدوین مایر                                                                                                | ایالات متحده فرانسه                  |
| Immortal | ۲۴ مارس ۲۰۰۴    | دورن انترتینمنت | فرانسه                               |
| Impy's Island Urmel aus dem Eis                                                                             | ۳ اوت ۲۰۰۶      | امبینت انترتینمنت | آلمان                                |
| Impy's Wonderland Urmel voll in Fahrt                                                                       | ۱ مه ۲۰۰۸       | امبینت انترتینمنت | آلمان                                |
| شگفت‌انگیزان                                                                                                 | ۵ نوامبر ۲۰۰۴   | پیکسار والت دیزنی پیکچرز | ایالات متحده                         |
| شگفت‌انگیزان ۲                                                                                               | ۱۵ ژوئن ۲۰۱۸    | پیکسار والت دیزنی پیکچرز | ایالات متحده                         |
| درون و بیرون                                                                                                | ۱۹ ژوئن ۲۰۱۵    | پیکسار والت دیزنی پیکچرز | ایالات متحده                         |
| Izzie's Way Home                                                                                            | ۱۷ مه ۲۰۱۶      | اسایلم | ایالات متحده                         |
| Jack and the Cuckoo-Clock Heart Jack et la Mécanique du cœur                                                | ۵ فوریه ۲۰۱۴    | اروپاکورپ واینستین کمپانی | فرانسه بلژیک                         |
| Janus: Prajurit Terakhir                                                                                    | ۲۰۰۳            | مولتیویژن پلاس | اندونزی                              |
| جیمی نوترون: پسر نابغه                                                                                      | ۲۱ دسامبر ۲۰۰۱  | نیکلودئون موویز استیو اودکرک دی ان ای پروداکشنس پارامونت پیکچرز                                                                                            | ایالات متحده                         |
| جیمی نوترون: پسر نابغه G-Force                                                                              | ۲۱ دسامبر ۲۰۰۷  | استیو اودکرک نیکلودئون موویز پارامونت پیکچرز | ایالات متحده                         |
| Jock of the Bushveld                                                                                        | ۲۹ ژوئیه ۲۰۱۱   | جاک انیمیشن | آفریقای جنوبی                        |
| Jonah: A VeggieTales Movie                                                                                  | ۴ اکتبر ۲۰۰۲    | ایده بزرگ اینترتینمنت آرتیسان اینترتیمنت | ایالات متحده                         |
| Journey to Saturn Rejsen til Saturn                                                                         | ۲۶ سپتامبر ۲۰۰۸ | ای. فیلم نوردیسک فیلم | دانمارک                              |
| Jungo Goes Bananas: Jungo III Jungledyret Hugo: Fræk, flabet og fri                                         | ۲ دسامبر ۲۰۰۷   | ای. فیلم نوردیسک فیلم | دانمارک نروژ لتونی                   |
| کتاب جنگل                                                                                                   | ۱۵ آوریل ۲۰۱۶   | والت دیزنی پیکچرز | ایالات متحده                         |
| نبض جنگل: فیلم                                                                                              | ۱۵ ژوئن ۲۰۲۰    | سان رایز پروداکشنس سندکستل استودیوز | آفریقای جنوبی موریس                  |
| Jungle Master                                                                                               | ۱۹ ژانویه ۲۰۱۳  | هیپپو انیمیشن | چین                                  |
| جاستین و شوالیه‌های دلیر Justin y la espada del valor                                                        | ۲۰ سپتامبر ۲۰۱۳ | اونو الی وود مدیترانئو کندر گرفیکس آوت اف د باکس فیچرز تایملس فیلمس انترتینمنت وان سونی پیکچرز                                                             | اسپانیا                              |
| Kaena: The Prophecy Kaena: La prophétie                                                                     | ۴ ژوئن ۲۰۰۳     | زیلام فیلمس ساس | فرانسه کانادا                        |
| Khan Kluay                                                                                                  | ۱۸ مه ۲۰۰۶      | گروه کاتانا سهامونگکل فیلم اینترنشنال | تایلند                               |
| Khan Kluay 2                                                                                                | ۲۶ مارس ۲۰۰۹    | گروه کاتانا سهامونگکل فیلم اینترنشنال | تایلند                               |
| کومبا | ۲۵ اکتبر ۲۰۱۳   | تریگرفیش انیمیشن استودیوز | آفریقای جنوبی                        |
| Kikoriki Смешарики. Начало                                                                                  | ۲۲ دسامبر ۲۰۱۱  | پترسبورگ انیمیشن استودیو بازلفس | روسیه                                |
| Kikoriki. Deja Vu Смешарики. Дежавю                                                                         | ۲۶ آوریل ۲۰۱۸   | پترسبورگ انیمیشن استودیو | روسیه                                |
| تپلی‌های پردردسر Смешарики. Легенда о золотом драконе                                                        | ۱۷ مارس ۲۰۱۶    | پترسبورگ انیمیشن استودیو آرت پیکچرز استودیو | روسیه                                |
| لوبیای هفت‌تیرکش                                                                                             | ۱ ژانویه ۲۰۰۹   | کیلر بین استودیوز | ایالات متحده استرالیا روسیه          |
| Kingsglaive: Final Fantasy XV                                                                               | ۹ ژوئیه ۲۰۱۶    | دیجیک پیکچرز ایمج انجین سرگرمی خانگی سونی پیکچرز | ژاپن                                 |
| Kirikou and the Men and Women                                                                               | ۳ اکتبر ۲۰۱۲    | له ارمتورس استودیوکانال | فرانسه                               |
| Knight Kris                                                                                                 | ۲۲ نوامبر ۲۰۱۷  | ویوا فانتاسیا | اندونزی                              |
| کوچادایان                                                                                                   | ۱۰ آوریل ۲۰۱۴   | ایروس مدیا وان گلوبال انترتینمنت | هندوستان                             |
| پاندای کونگ‌فوکار                                                                                            | ۲۳ مه ۲۰۰۸      | دریم‌ورکس انیمیشن پارامونت پیکچرز | ایالات متحده                         |
| پاندای کونگ‌فوکار ۲                                                                                          | ۲۷ مه ۲۰۱۱      | دریم‌ورکس انیمیشن پارامونت پیکچرز | ایالات متحده                         |
| پاندای کونگ‌فوکار ۳                                                                                          | ۲۵ مارس ۲۰۱۶    | دریم‌ورکس انیمیشن استودیو قرن بیستم | ایالات متحده                         |
| Kurt Turns Evil Kurt blir grusom                                                                            | ۱۹ ژوئن ۲۰۰۹    | نوردیسک فیلم ای. فیلم | نروژ دانمارک                         |
| The Legend of Sarila                                                                                        | ۲۲ فوریه ۲۰۱۳   | تنث اونیو پروداکشنز کارپه‌دیم فیلم اند تی‌وی فس ۴ فیلمس | کانادا                               |
| The Legend of Secret Pass                                                                                   | ۲۰۱۰            | جی سی۲ انیمتد انترتینمنت | ایالات متحده                         |
| افسانه محافظان: جغدهای گاهول                                                                                | ۲۴ سپتامبر ۲۰۱۰ | انیمل لگیک ویلیج رودشو پیکچرز برادران وارنر پیکچرز | ایالات متحده استرالیا                |
| افسانه‌های از: بازگشت دوروتی                                                                                 | ۹ مه ۲۰۱۴       | افسانه‌های از: بازگشت دوروتی پرانا استودیوز کلریوس انترتینمنت                                                                                               | ایالات متحده هندوستان                |
| Legends of Valhalla: Thor Hetjur Valhallar - Þór                                                            | ۱۴ اکتبر ۲۰۱۱   | کائوز یولیسس فیلم پروداکشن مگما فیلمس | ایسلند                               |
| فیلم لگو بتمن                                                                                               | ۱۰ فوریه ۲۰۱۷   | گروه انیمیشن وارنر انیمل لگیک دی‌سی کامیکس گروه لگو برادران وارنر پیکچرز                                                                                    | ایالات متحده استرالیا دانمارک        |
| فیلم لگو | ۷ فوریه ۲۰۱۴    | گروه انیمیشن وارنر انیمل لگیک ویلیج رودشو پیکچرز گروه لگو برادران وارنر پیکچرز                                                                             | ایالات متحده استرالیا دانمارک        |
| فیلم لگو ۲: بخش دوم                                                                                         | ۸ فوریه ۲۰۱۹    | گروه انیمیشن وارنر انیمل لگیک گروه لگو برادران وارنر پیکچرز                                                                                                | ایالات متحده استرالیا دانمارک        |
| فیلم لگو نینجاگو                                                                                            | ۲۲ سپتامبر ۲۰۱۷ | گروه انیمیشن وارنر انیمل لگیک گروه لگو برادران وارنر پیکچرز                                                                                                | ایالات متحده استرالیا دانمارک        |
| Levity - Xero Error Minus1                                                                                  | ۱۰ آوریل ۲۰۱۰   | پانزه سی جی آی | امارات متحده عربی                    |
| Little Brother, Big Trouble: A Christmas Adventure                                                          | ۱۲ اکتبر ۲۰۱۲   | انیما ویتا سینه میکر ای | فنلاند دانمارک آلمان ایرلند          |
| شازده کوچولو                                                                                                | ۲۹ مه ۲۰۱۵      | آن انیمیشن استودیوز ام ۶ پارامونت پیکچرز | فرانسه                               |
| The Littlest Angel                                                                                          | ۲۰۱۱            | کینپیکس انیمیشن پرتس ماوث پیکچرز انکر بی | ایالات متحده                         |
| شیرشاه | ۱۹ ژوئیه ۲۰۱۹   | والت دیزنی پیکچرز | ایالات متحده                         |
| The Lion of Judah                                                                                           | ۳ ژوئن ۲۰۱۱     | انیمتد فامیلئ فیلمس راکی ماونتین پیکچرز | ایالات متحده                         |
| Lissi und der wilde Kaiser                                                                                  | ۲۵ اکتبر ۲۰۰۷   | کنستانتین فیلم هربکس فیلم | آلمان                                |
| The Living Forest El bosque animado, sentirás su magia                                                      | ۳ اوت ۲۰۰۱      | دیگرا فیلمس | اسپانیا                              |
| لوراکس | ۲ مارس ۲۰۱۲     | دریم‌ورکس انیمیشن پارامونت پیکچرز | ایالات متحده                         |
| لوکا | ۱۸ ژوئن ۲۰۲۱    | پیکسار والت دیزنی پیکچرز | ایالات متحده                         |
| Luke and Lucy: The Texas Rangers Suske en Wiske: De Texas-Rakkers                                           | ۲۱ ژوئیه ۲۰۰۹   | اسکای لاین انترتینمنت کو تون لوکس انیمیشن بسبرس وات پروداکشنس                                                                                              | بلژیک لوکزامبورگ هلند                |
| ماداگاسکار                                                                                                  | ۲۷ مه ۲۰۰۵      | دریم‌ورکس انیمیشن دریم‌ورکس | ایالات متحده                         |
| ماداگاسکار: فرار به آفریقا                                                                                  | ۷ نوامبر ۲۰۰۸   | دریم‌ورکس انیمیشن پارامونت پیکچرز | ایالات متحده                         |
| ماداگاسکار ۳: تحت تعقیب‌ترین‌های اروپا                                                                        | ۸ ژوئن ۲۰۱۲     | دریم‌ورکس انیمیشن پارامونت پیکچرز | ایالات متحده                         |
| مریخ به مامان‌ها نیاز دارد                                                                                   | ۱۱ مارس ۲۰۱۱    | ایمج‌موورس دیجیتال والت دیزنی پیکچرز | ایالات متحده                         |
| Marvin the Martian in 3D                                                                                    | ۲۶ دسامبر ۱۹۹۷  | برادران وارنر انیمیشن | ایالات متحده                         |
| مایا زنبور عسل                                                                                              | ۱ نوامبر ۲۰۱۴   | فلایینگ بارک پروداکشنس اسکرین استرالیا مؤسسه فناوری جورجیا استودیو ۱۰۰ انیمیشن                                                                             | استرالیا آلمان بلژیک                 |
| Maya the Bee: The Honey Games                                                                               | ۲۶ ژوئیه ۲۰۱۸   | فلایینگ بارک پروداکشنس اسکرین استرالیا مؤسسه فناوری جورجیا استودیو ۱۰۰ انیمیشن                                                                             | استرالیا آلمان                       |
| Maya the Bee: The Golden Orb                                                                                | ۷ ژانویه ۲۰۲۱   | فلایینگ بارک پروداکشنس استودیو ۱۰۰ انیمیشن | استرالیا                             |
| ملاقات با رابینسون‌ها                                                                                        | ۳۰ مارس ۲۰۰۷    | بلو اسکای استودیو استودیو قرن بیستم | ایالات متحده                         |
| Mee Maakana The Movie                                                                                       | ۱۴ سپتامبر ۲۰۱۰ | کللمین انیمیشن استودیو | مالدیو                               |
| ابر ذهن | ۵ نوامبر ۲۰۱۰   | دریم‌ورکس انیمیشن پی‌دی‌آی پارامونت پیکچرز | ایالات متحده                         |
| Midsummer Dream El Sueño de una noche de San Juan                                                           | ۱ ژوئیه ۲۰۰۵    | دیگرا فیلمس | اسپانیا                              |
| مینیون‌ها | ۱۰ ژوئیه ۲۰۱۵   | ایلومینیشن یونیورسال پیکچرز | ایالات متحده                         |
| Minuscule: Valley of the Lost Ants Minuscule: La Vallée des Fourmis Perdues                                 | ۱۷ نوامبر ۲۰۱۳  | انتر چین ات لوپ فوتوریکن نوزون ویوی فیلم ورنر چپپل فرانسه                                                                                                  | فرانسه بلژیک                         |
| The Missing Lynx El lince perdido                                                                           | ۲۵ دسامبر ۲۰۰۸  | کندر گرفیکس یایا! فیلمز | اسپانیا بریتانیا                     |
| میچل‌ها در برابر ماشین‌ها                                                                                     | ۳۰ آوریل ۲۰۲۱   | نتفلیکس سونی پیکچرز انیمیشن کلمبیا پیکچرز | ایالات متحده                         |
| موانا | ۲۳ نوامبر ۲۰۱۶  | استودیو انیمیشن والت دیزنی والت دیزنی پیکچرز | ایالات متحده                         |
| هیولایی در پاریس Un monstre à Paris                                                                         | ۱۲ اکتبر ۲۰۱۱   | بیبو برژرون اروپاکورپ مترو گلدوین مایر | فرانسه بلژیک                         |
| شرکت هیولاها                                                                                                | ۲ نوامبر ۲۰۰۱   | پیکسار والت دیزنی پیکچرز | ایالات متحده                         |
| دانشگاه هیولاها                                                                                             | ۲۱ ژوئن ۲۰۱۳    | پیکسار والت دیزنی پیکچرز | ایالات متحده                         |
| هیولاها علیه بیگانگان                                                                                       | ۲۷ مارس ۲۰۰۹    | دریم‌ورکس انیمیشن پارامونت پیکچرز | ایالات متحده                         |
| خانواده هیولاها                                                                                             | ۹ فوریه ۲۰۱۸    | ویوا پیکچرز | آلمان                                |
| خانه هیولا                                                                                                  | ۲۱ ژوئیه ۲۰۰۶   | ایمج موورس کلمبیا پیکچرز | ایالات متحده                         |
| Mortadelo and Filemon: Mission Implausible                                                                  | ۲۸ نوامبر ۲۰۱۴  | وان انیمیشن استودیوز تله‌بیسیون اسپانیولا برادران وارنر | اسپانیا                              |
| آقای پیبادی و شرمن                                                                                          | ۷ مارس ۲۰۱۴     | دریم‌ورکس انیمیشن پی‌دی‌آی استودیو قرن بیستم | ایالات متحده                         |
| Mug Travel 빼꼼의 머그잔 여행 Backkom-eui Mug-jan Yeo-haeng                                                 | ۲۲ مارس ۲۰۰۷    | آرجی انیمیشن استودیوز سی جی-سی جی وی | کره جنوبی                            |
| مامان، من یک زامبی هستم Mamá, soy una zombi                                                                 | ۲۱ سپتامبر ۲۰۱۴ | آبرا پروداکشنز | اسپانیا                              |
| Mune: Guardian of the Moon Mune, le gardien de la lune                                                      | ۱۴ اکتبر ۲۰۱۵   | آن انیمیشن استودیوز انیکس فیلمس پارامونت پیکچرز | فرانسه                               |
| My Little Pony: A New Generation                                                                            | ۲۴ سپتامبر ۲۰۲۱ | نتفلیکس انترتینمنت وان | ایالات متحده                         |
| Nak بایگانی‌شده در ۲۱ دسامبر ۲۰۰۸ توسط Wayback Machine                                                       | ۳ آوریل ۲۰۰۸    | ببیدکگ | تایلند                               |
| نسل بعدی | ۷ سپتامبر ۲۰۱۸  | بزو علی بابا پیکچرز نتفلیکس | ایالات متحده کانادا چین              |
| نورم از شمال                                                                                                | ۱۵ ژانویه ۲۰۱۶  | اسمبلگ انترتینمنت اسپلش انترتینمنت لاینزگیت فیلمز | ایالات متحده هندوستان ایرلند         |
| عملیات آجیلی                                                                                                | ۱۷ ژانویه ۲۰۱۴  | تونباکس انترتینمنت رد روور انترنشنال گولفستریم پیکچرز اوپن رود فیلمز                                                                                       | کانادا کره جنوبی ایالات متحده        |
| عملیات آجیلی ۲: آجیلی اصل                                                                                   | ۱۱ اوت ۲۰۱۷     | تونباکس انترتینمنت رد روور انترنشنال گولفستریم پیکچرز اوپن رود فیلمز                                                                                       | کانادا کره جنوبی ایالات متحده        |
| Oblivion Island: Haruka and the Magic Mirror ホッタラケの島 遥と魔法の鏡                                    | ۲۲ اوت ۲۰۰۹     | فوجی تلویژن پروداکشن آی. جی | ژاپن                                 |
| Olsen Gang Gets Polished Olsen-banden på de bonede gulve                                                    | ۱۴ اکتبر ۲۰۱۰   | نوردیسک فیلم | دانمارک                              |
| به پیش | ۶ مارس ۲۰۲۰     | پیکسار والت دیزنی پیکچرز | ایالات متحده                         |
| وای! کشتی رفت…                                                                                              | ۹ آوریل ۲۰۱۵    | یولیسس فیلم پروداکشن فابریکو د ایمجز اسکای لاین انترتینمنت موئسیون فیلمس استودیو راکت                                                                      | آلمان بلژیک لوکزامبورگ ایرلند        |
| فصل شکار | ۲۹ سپتامبر ۲۰۰۶ | سونی پیکچرز انیمیشن کلمبیا پیکچرز | ایالات متحده                         |
| فصل شکار ۲                                                                                                  | ۲۷ ژانویه ۲۰۰۹  | سونی پیکچرز انیمیشن | ایالات متحده                         |
| فصل شکار ۳                                                                                                  | ۲۵ ژانویه ۲۰۱۱  | سونی پیکچرز انیمیشن | ایالات متحده                         |
| فصل شکار: گرخیده                                                                                            | ۸ مارس ۲۰۱۶     | سونی پیکچرز انیمیشن | ایالات متحده                         |
| Our Masha and Magical Nut Наша Маша и волшебный орех                                                        | ۱۰ دسامبر ۲۰۰۹  | آمدیا فیلمز گالا فیلم | روسیه                                |
| آن سوی پرچین                                                                                                | ۱۹ مه ۲۰۰۶      | دریم‌ورکس انیمیشن پارامونت پیکچرز | ایالات متحده                         |
| Ozzy | ۱۴ اکتبر ۲۰۱۶   | والت دیزنی استودیوز موشن پیکچرز اسپانیا انترتینمنت وان | اسپانیا کانادا                       |
| گشت پنجه‌ای: فیلم                                                                                            | ۲۰ اوت ۲۰۲۱     | نیکلودئون موویز سپین مستر انترتینمنت پارامونت پیکچرز | ایالات متحده کانادا                  |
| فیلم بادام زمینی                                                                                            | ۶ نوامبر ۲۰۱۵   | بلو اسکای استودیو استودیو قرن بیستم | ایالات متحده                         |
| پنگوئن‌های ماداگاسکار                                                                                        | ۷ نوامبر ۲۰۱۴   | دریم‌ورکس انیمیشن استودیو قرن بیستم | ایالات متحده                         |
| Petualangan Si Adi                                                                                          | ۲۴ اکتبر ۲۰۱۳   | بتویا پیکچرز | اندونزی                              |
| پینوکیو ۳۰۰۰                                                                                                | ۹ فوریه ۲۰۰۴    | سینه گروپ | کانادا فرانسه آلمان اسپانیا          |
| دزدان دریایی پری                                                                                            | ۱ آوریل ۲۰۱۴    | دیزنی‌تون استودیوز | ایالات متحده                         |
| Pirates in Callao Piratas en el Callao aka. Piratas en el Pacifico                                          | ۲۴ فوریه ۲۰۰۵   | آلپامایو | پرو                                  |
| The Pirates Who Don't Do Anything: A VeggieTales Movie                                                      | ۱۱ ژانویه ۲۰۰۸  | ایده بزرگ اینترتینمنت استارز انیمیشن یونیورسال پیکچرز | ایالات متحده کانادا                  |
| هواپیماها                                                                                                   | ۹ اوت ۲۰۱۳      | دیزنی‌تون استودیوز والت دیزنی پیکچرز | ایالات متحده                         |
| هواپیماها: حریق و نجات                                                                                      | ۱۸ ژوئیه ۲۰۱۴   | دیزنی‌تون استودیوز والت دیزنی پیکچرز | ایالات متحده                         |
| سیاره ۵۱ | ۲۰ نوامبر ۲۰۰۹  | وان انیمیشن استودیوز هندمید فیلمز ترای‌استار پیکچرز | ایالات متحده بریتانیا اسپانیا        |
| Planzet | ۲۲ مه ۲۰۱۰      | کمیکس ویو | ژاپن                                 |
| پلی‌موبیل | ۱۶ اوت ۲۰۱۹     | متد انیمیشن وایلد بانچ پتی اوپن رود فیلمز | کانادا فرانسه آلمان                  |
| پرندگان آزاد                                                                                                | ۱۸ فوریه ۲۰۱۰   | منس دیگیتالس گروه سینمایی سونی پیکچرز | آرژانتین                             |
| قطار سریع‌السیر قطبی                                                                                         | ۱۰ نوامبر ۲۰۰۴  | ایمج موورس برادران وارنر پیکچرز | ایالات متحده                         |
| پت پستچی: فیلم                                                                                              | ۲۳ مه ۲۰۱۴      | کلاسیک مدیا روبیکن گروپ هلدینگ تایملس فیلمس آیکون پروداکشنز لاینزگیت                                                                                       | بریتانیا                             |
| The Princess and the Dragon Принцесса и Дракон                                                              | ۲۳ اوت ۲۰۱۸     | لایسنسینگ برندس | روسیه                                |
| The Prodigies                                                                                               | مه ۲۰۱۱         | انیکس فیلمس استودیو ۳۷ فیدلیت فیلمس دی کیو انترتینمنت لوکس انیمیشن                                                                                         | فرانسه بلژیک لوکزامبورگ              |
| گربه چکمه‌پوش                                                                                                | ۱۱ نوامبر ۲۰۱۱  | دریم‌ورکس انیمیشن پارامونت پیکچرز | ایالات متحده                         |
| Quackerz Крякнутые каникулы                                                                                 | ۱۸ فوریه ۲۰۱۶   | اسیممتریک وی اف اکس استودیو روم انیمیشن اند فیلمز استودیو                                                                                                  | روسیه                                |
| کاوش کوانتومی: سفر فضایی کاسینی                                                                             | ۱۳ ژانویه ۲۰۱۰  | ژوپیتر ۹ پروداکشنس | ایالات متحده                         |
| رالف اینترنت را خراب می‌کند                                                                                  | ۲۱ نوامبر ۲۰۱۸  | استودیو انیمیشن والت دیزنی والت دیزنی پیکچرز | ایالات متحده                         |
| رنگو | ۴ مارس ۲۰۱۱     | نیکلودئون موویز اینداستریال لایت اند مجیک پارامونت پیکچرز                                                                                                  | ایالات متحده                         |
| راتاتویی | ۲۲ ژوئن ۲۰۰۷    | پیکسار والت دیزنی پیکچرز | ایالات متحده                         |
| رچت و کلنک                                                                                                  | ۲۹ آوریل ۲۰۱۶   | رینمکر انترتینمنت بلککد انترتینمنت سونی اینتراکتیو انترتینمنت پلی استیشن اوریجینالز گرامرسی پیکچرز                                                         | ایالات متحده کانادا                  |
| رایا و آخرین اژدها                                                                                          | ۵ مارس ۲۰۲۱     | استودیو انیمیشن والت دیزنی والت دیزنی پیکچرز | ایالات متحده                         |
| The Reef 2: High Tide                                                                                       | ۳۰ اکتبر ۲۰۱۲   | سی‌جی انترتینمنت واینستین کمپانی برادران وارنر | ایالات متحده کره جنوبی               |
| رزیدنت ایول: نفرین‌شدگی                                                                                      | ۲۷ اکتبر ۲۰۱۲   | کپ‌کام سونی پیکچرز انترتینمنت ژاپن دیجیتال فرانتیر | ژاپن                                 |
| رزیدنت ایول: تباهی Baiohazādo: Dijenerēshon                                                                 | ۴ فوریه ۲۰۰۹    | کپ‌کام سونی پیکچرز دیجیتال فرانتیر | ایالات متحده ژاپن                    |
| رزیدنت ایول: انتقام Baiohazādo: Vendetta                                                                    | ۲۷ مه ۲۰۱۷      | کپ‌کام سیاره انیمیشن مارزا سونی پیکچرز کادوکاوا شوتن | ایالات متحده ژاپن                    |
| Richard the Stork Überflieger – Kleine Vögel, großes Geklapper                                              | ۱۲ فوریه ۲۰۱۷   | | بلژیک آلمان لوکزامبورگ نروژ          |
| ریو | ۱۵ آوریل ۲۰۱۱   | بلو اسکای استودیو استودیو قرن بیستم | ایالات متحده                         |
| ریو ۲ | ۱۱ آوریل ۲۰۱۴   | بلو اسکای استودیو استودیو قرن بیستم | ایالات متحده                         |
| ظهور نگهبانان                                                                                               | ۲ نوامبر ۲۰۱۲   | دریم‌ورکس انیمیشن پارامونت پیکچرز | ایالات متحده                         |
| Roadside Romeo                                                                                              | ۲۴ اکتبر ۲۰۰۸   | یاش راج فیلمز والت دیزنی پیکچرز | ایالات متحده هندوستان                |
| ربات‌ها | ۱۱ مارس ۲۰۰۵    | بلو اسکای استودیو استودیو قرن بیستم | ایالات متحده                         |
| راک داگ | ۲۴ فوریه ۲۰۱۷   | هوای برادرز سامیت انترتینمنت | ایالات متحده                         |
| Ron's Gone Wrong                                                                                            | ۲۲ اکتبر ۲۰۲۱   | انیمیشن قرن بیستم لاک اسمیت انیمیشن استودیو قرن بیستم | ایالات متحده بریتانیا                |
| Ronal the Barbarian                                                                                         | ۲۹ سپتامبر ۲۰۱۱ | اینشتین فیلم نوردیسک فیلم | دانمارک                              |
| Rudolf the Black Cat                                                                                        | ۶ اوت ۲۰۱۶      | اسپرایت انیمیشن استودیوز | ژاپن                                 |
| رامبل | ۱۵ دسامبر ۲۰۲۱  | پارامونت انیمیشن دبلیودبلیو ای استودیوز رسانه والدن استودیوهای ریل اف‌ایکس کریتیو پارامونت پیکچرز                                                           | ایالات متحده                         |
| RPG: Metanoia                                                                                               | ۲۵ دسامبر ۲۰۱۰  | تاوماترپ انیمیشن استار سینما امبینت مدیا | فیلیپین                              |
| Sadko Садко                                                                                                 | ۲۴ مارس ۲۰۱۸    | ملنیتسا اینلیفیلم | روسیه                                |
| Saint Seiya: Legend of Sanctuary Seinto Seiya Rejendo Obu Sankuchuari                                       | ۲۱ ژوئن ۲۰۱۴    | توئی انیمیشن | ژاپن                                 |
| Sammy's Adventures: The Secret Passage Sammy's avonturen: De geheime doorgang                               | ۴ اوت ۲۰۱۰      | ان ویو پیکچرز ایللومینتا پیکچرز | بلژیک                                |
| Sammy's Adventures: Sammy's Great Escape                                                                    | ۱۵ اوت ۲۰۱۲     | ان ویو پیکچرز ایللومینتا پیکچرز | بلژیک                                |
| سوسیس پارتی                                                                                                 | ۱۲ اوت ۲۰۱۶     | نیتروژن استودیوز کانادا پوینت گری پیکچرز آناپورنا پیکچرز کلمبیا پیکچرز                                                                                     | ایالات متحده کانادا                  |
| اسکوب | ۱۵ مه ۲۰۲۰      | گروه انیمیشن وارنر برادران وارنر پیکچرز | ایالات متحده                         |
| راز بال‌ها                                                                                                   | ۲۳ اکتبر ۲۰۱۲   | دیزنی‌تون استودیوز والت دیزنی پیکچرز | ایالات متحده                         |
| The Secret Princess                                                                                         | ۱۴ فوریه ۲۰۱۶   | ترنستالس انترتینمنت | نیجریه                               |
| زندگی پنهان حیوانات خانگی                                                                                   | ۸ ژوئیه ۲۰۱۶    | ایلومینیشن یونیورسال پیکچرز | ایالات متحده                         |
| زندگی پنهان حیوانات خانگی ۲                                                                                 | ۷ ژوئن ۲۰۱۹     | ایلومینیشن یونیورسال پیکچرز | ایالات متحده                         |
| Secret Magic Control Agency                                                                                 | ۱۸ مارس ۲۰۲۱    | ویزارت انیمیشن سی تی بی فیلم کمپانی | روسیه                                |
| SeeFood | ۷ اکتبر ۲۰۱۱    | سیلور آنت | مالزی چین                            |
| The Seventh Dwarf                                                                                           | ۲۵ سپتامبر ۲۰۱۴ | زیپف‌موتزن | آلمان                                |
| گروهبان استابی: یک قهرمان آمریکایی                                                                          | ۱۳ آوریل ۲۰۱۸   | میکروس ایمیج فان آکادمی موشن پیکچرز | ایالات متحده کانادا فرانسه           |
| Shark Bait                                                                                                  | ۷ ژوئیه ۲۰۰۶    | دیگی آرت دیجی آرت پروداکشنس اف اکس دیجیتال سیلور نیترت فیلمس واندروورلد استودیوز                                                                           | ایالات متحده کره جنوبی               |
| داستان کوسه                                                                                                 | ۱ اکتبر ۲۰۰۴    | دریم‌ورکس انیمیشن دریم‌ورکس | ایالات متحده                         |
| شرلوک نومز                                                                                                  | ۲۳ مارس ۲۰۱۸    | پارامونت انیمیشن مترو گلدوین مایر راکت پیکچرز پارامونت پیکچرز                                                                                              | ایالات متحده انگلستان                |
| Sheep and Wolves 2: Pig Deal                                                                                | ۲۴ ژانویه ۲۰۱۹  | ویزارت انیمیشن سی تی بی فیلم کمپانی | روسیه                                |
| شرک | ۱۸ مه ۲۰۰۱      | دریم‌ورکس انیمیشن دریم‌ورکس | ایالات متحده                         |
| شرک ۲ | ۲۱ مه ۲۰۰۴      | دریم‌ورکس انیمیشن دریم‌ورکس | ایالات متحده                         |
| شرک ۳ | ۱۸ مه ۲۰۰۷      | دریم‌ورکس انیمیشن پارامونت پیکچرز | ایالات متحده                         |
| شرک برای همیشه                                                                                              | ۲۱ مه ۲۰۱۰      | دریم‌ورکس انیمیشن پارامونت پیکچرز | ایالات متحده                         |
| آواز | ۲۱ دسامبر ۲۰۱۶  | ایلومینیشن یونیورسال پیکچرز | ایالات متحده                         |
| پاکوچولو | ۲۸ سپتامبر ۲۰۱۸ | گروه انیمیشن وارنر برادران وارنر پیکچرز | ایالات متحده                         |
| اسمورف‌ها: دهکده گمشده                                                                                       | ۷ آوریل ۲۰۱۷    | سونی پیکچرز انیمیشن کلمبیا پیکچرز | ایالات متحده                         |
| The Snow Queen                                                                                              | ۳۱ دسامبر ۲۰۱۲  | ویزارت انیمیشن اینلیفیلم | روسیه                                |
| The Snow Queen 2: The Snow King                                                                             | ۱۲ دسامبر ۲۰۱۴  | ویزارت انیمیشن اینلی فیلم | روسیه                                |
| The Snow Queen 3: Fire and Ice                                                                              | ۲۹ دسامبر ۲۰۱۶  | ویزارت انیمیشن | روسیه                                |
| The Snow Queen: Mirrorlands                                                                                 | ۲۱ دسامبر ۲۰۱۸  | ویزارت انیمیشن | روسیه                                |
| Snowtime! La Bataille géante de boules de neige                                                             | ۱۳ نوامبر ۲۰۱۵  | کارپه‌دیم فیلم اند تی‌وی | کانادا                               |
| پسر پاگنده                                                                                                  | ۱۱ اوت ۲۰۱۷     | ان ویو پیکچرز استودیوکانال | بلژیک                                |
| روح | ۲۵ دسامبر ۲۰۲۰  | پیکسار والت دیزنی پیکچرز | ایالات متحده                         |
| میمون‌های فضایی                                                                                              | ۱۸ ژوئیه ۲۰۰۸   | ونگوارد انیمیشن آدیسی انترتینمنت استارز انیمیشن استودیو قرن بیستم                                                                                          | ایالات متحده                         |
| میمون‌های فضایی ۲                                                                                            | ۵ اکتبر ۲۰۱۰    | ونگوارد انیمیشن پرانا استودیوز استودیو قرن بیستم | ایالات متحده                         |
| Space Dogs                                                                                                  | ۱۸ مارس ۲۰۱۰    | کینوآتیس سنتر آف نشنال فیلم | روسیه                                |
| Space Dogs 2 Белка и Стрелка. Лунные Приключения                                                            | ۶ فوریه ۲۰۱۴    | کینوآتیس | روسیه                                |
| Space Dogs: Return to Earth                                                                                 | ۲۴ سپتامبر ۲۰۲۰ | کینوآتیس | روسیه                                |
| هارلوک: دزدان فضایی                                                                                         | ۷ سپتامبر ۲۰۱۳  | توئی انیمیشن | ژاپن                                 |
| اسپارک | ۱۴ آوریل ۲۰۱۷   | رد روور انترنشنال تونباکس انترتینمنت اوپن رود فیلمز | کانادا کره جنوبی ایالات متحده        |
| مرد عنکبوتی: به درون دنیای عنکبوتی                                                                          | ۱۴ دسامبر ۲۰۱۸  | سونی پیکچرز انیمیشن کلمبیا پیکچرز | ایالات متحده                         |
| جاسوسان نامحسوس                                                                                             | ۲۵ دسامبر ۲۰۱۹  | بلو اسکای استودیو استودیو قرن بیستم | ایالات متحده                         |
| Spirit of the Forest Espíritu del Bosque                                                                    | ۱۲ سپتامبر ۲۰۰۸ | دیگرا فیلمس | اسپانیا                              |
| روح رام‌نشده                                                                                                 | ۴ ژوئن ۲۰۲۱     | دریم‌ورکس انیمیشن یونیورسال پیکچرز | ایالات متحده                         |
| با من بمان دورایمون STAND BY ME ドラえもん                                                                  | ۸ اوت ۲۰۱۴      | فوجیکو موی استودیو توهو | ژاپن                                 |
| Starship Troopers: Invasion                                                                                 | ۲۱ ژوئیه ۲۰۱۲   | سولا دیجیتال ارتس | ایالات متحده ژاپن                    |
| Starship Troopers: Traitor of Mars                                                                          | ۲۱ اوت ۲۰۱۷     | سولا دیجیتال ارتس استیج ۶ فیلمس | ایالات متحده ژاپن                    |
| Sprung! The Magic Roundabout aka. Doogal Pollux, le manège enchanté                                         | ۲ فوریه ۲۰۰۵    | اکشن سنتز ااستودیو پته پیکچرز واینستین کمپانی | بریتانیا فرانسه                      |
| جنگ‌های کلون                                                                                                 | ۱۵ اوت ۲۰۰۸     | لوکاس‌فیلم انیمیشن لوکاس‌فیلم برادران وارنر پیکچرز | ایالات متحده                         |
| ستاره | ۳ نوامبر ۲۰۱۷   | سونی پیکچرز انیمیشن افیرم فیلمز شرکت جیم هنسن رسانه والدن کلمبیا پیکچرز                                                                                    | ایالات متحده                         |
| لک‌لک‌ها | ۲۳ سپتامبر ۲۰۱۶ | گروه انیمیشن وارنر برادران وارنر پیکچرز | ایالات متحده                         |
| Strange Magic                                                                                               | ۲۳ ژانویه ۲۰۱۵  | لوکاس‌فیلم انیمیشن تاچ‌استون پیکچرز | ایالات متحده                         |
| Strawberry Shortcake: The Sweet Dreams Movie                                                                | ۴ سپتامبر ۲۰۰۶  | دی آی سی انترتینمنت استودیو قرن بیستم | ایالات متحده                         |
| Sunshine Barry & The Disco Worms دیسکو ارمن                                                                 | ۷ سپتامبر ۲۰۰۸  | | دانمارک                              |
| موج‌سواری | ۸ ژوئن ۲۰۰۷     | سونی پیکچرز انیمیشن کلمبیا پیکچرز | ایالات متحده                         |
| Surf's Up 2: WaveMania                                                                                      | ۱۷ ژانویه ۲۰۱۷  | سونی پیکچرز انیمیشن | ایالات متحده                         |
| Tad, The Lost Explorer Las aventuras de Tadeo Jones                                                         | ۴ ژوئن ۲۰۱۲     | لایت باکس انترتینمنت تلکینکو سینما ال تورو پیکچرز | اسپانیا                              |
| The Tale of Despereaux                                                                                      | ۱۹ دسامبر ۲۰۰۸  | فریم‌استور یونیورسال پیکچرز | ایالات متحده                         |
| Tales of the Night                                                                                          | ۲۰ ژوئیه ۲۰۱۱   | استودیوکانال نرد اوست فیلمس استودیو او | فرانسه                               |
| گیسوکمند | ۲۴ نوامبر ۲۰۱۰  | استودیو انیمیشن والت دیزنی والت دیزنی پیکچرز | ایالات متحده                         |
| تارزان | ۱۷ اکتبر ۲۰۱۳   | کنستانتین فیلم سامیت انترتینمنت | آلمان                                |
| تکن: انتقام خون                                                                                             | ۲۶ ژوئیه ۲۰۱۱   | دیجیتال فرانتیر آسمیک ایس | ایالات متحده ژاپن                    |
| Terkel in Trouble Terkel i knibe                                                                            | ۲ آوریل ۲۰۰۴    | نوردیسک فیلم ای. فیلم ای/اس | دانمارک                              |
| تاج‌وتخت الف‌ها                                                                                               | ۱۹ اوت ۲۰۱۶     | بیجینگ انلایت پیکچرز | چین                                  |
| Thru the Moebius Strip                                                                                      | ۳۰ دسامبر ۲۰۰۵  | بلودورکس جی دی سی پروداکشنس | ایالات متحده چین                     |
| لاک‌پشت‌های نینجا                                                                                             | ۲۳ مارس ۲۰۰۷    | ایمجی انیمیشن استودیوز واینستین کمپانی برادران وارنر پیکچرز                                                                                                | ایالات متحده هنگ کنگ                 |
| Tofu | ۲۸ ژوئیه ۲۰۱۷   | کینگکی انیمیشن استودیوز | چین                                  |
| Tony Hawk in Boom Boom Sabotage                                                                             | ۱۲ سپتامبر ۲۰۰۶ | فانیمیشن مینفرم انترتینمنت | ایالات متحده کانادا                  |
| داستان اسباب‌بازی                                                                                            | ۲۲ نوامبر ۱۹۹۵  | پیکسار والت دیزنی پیکچرز | ایالات متحده                         |
| داستان اسباب‌بازی ۲                                                                                          | ۲۴ نوامبر ۱۹۹۹  | پیکسار والت دیزنی پیکچرز | ایالات متحده                         |
| داستان اسباب‌بازی ۳                                                                                          | ۱۸ ژوئن ۲۰۱۰    | پیکسار والت دیزنی پیکچرز | ایالات متحده                         |
| داستان اسباب‌بازی ۴                                                                                          | ۲۱ ژوئن ۲۰۱۹    | پیکسار والت دیزنی پیکچرز | ایالات متحده                         |
| The True Story Of Puss'N Boots La Véritable Histoire du chat botté                                          | ۱ آوریل ۲۰۰۹    | هرلد ا ند فمیلی مک۲ پروداکشنس فرانسه ۳ | فرانسه بلژیک سوئیس                   |
| The Swan Princess: A Royal Family Tale                                                                      | ۲۵ فوریه ۲۰۱۴   | کرست انیمیشن پروداکشنس نست فمیلی انترتینمنت | ایالات متحده                         |
| تینکربل | ۱۸ سپتامبر ۲۰۰۸ | دیزنی‌تون استودیوز پرانا استودیوز | ایالات متحده                         |
| تینکربل و گنج گمشده                                                                                         | ۲۷ اکتبر ۲۰۰۹   | دیزنی‌تون استودیوز پرانا استودیوز | ایالات متحده                         |
| Tinker Bell and the Great Fairy Rescue                                                                      | ۲۱ سپتامبر ۲۰۱۰ | دیزنی‌تون استودیوز والت دیزنی پیکچرز | ایالات متحده                         |
| Tinker Bell and the Legend of the NeverBeast                                                                | ۳ مارس ۲۰۱۵     | دیزنی‌تون استودیوز والت دیزنی پیکچرز | ایالات متحده                         |
| ترول‌ها | ۴ نوامبر ۲۰۱۶   | دریم‌ورکس انیمیشن استودیو قرن بیستم | ایالات متحده                         |
| تور جهانی ترول‌ها                                                                                            | ۱۰ آوریل ۲۰۲۰   | دریم‌ورکس انیمیشن یونیورسال پیکچرز | ایالات متحده                         |
| توربو | ۷ ژوئن ۲۰۱۳     | دریم‌ورکس انیمیشن استودیو قرن بیستم | ایالات متحده                         |
| The Ugly Duckling and Me!                                                                                   | ۱۰ سپتامبر ۲۰۰۶ | ای. فیلم ای/اس والت دیزنی فرانسه فوتوریکن مگما فیلمس تی پی اس استار تی وی۲ دانمارک تارگت مدیا انترتینمنت یولیسس فیلم پروداکشن                              | فرانسه آلمان ایرلند بریتانیا دانمارک |
| عروسک‌های زشت                                                                                                | ۳ مه ۲۰۱۹       | اس‌تی‌اکس اینترتینمنت | ایالات متحده                         |
| A Rooster With Many Eggs Un Gallo Con Muchos Huevos                                                         | ۱۷ اوت ۲۰۱۴     | هووکارتون پروداکشنز پنتلین فیلمس | مکزیک                                |
| بالا | ۲۹ مه ۲۰۰۹      | پیکسار والت دیزنی پیکچرز | ایالات متحده                         |
| Upin & Ipin: The Lone Gibbon Kris Upin & Ipin: Keris Siamang Tunggal                                        | ۲۱ مارس ۲۰۱۹    | له کوپاک پروداکشنs جی اس سی مویس | مالزی                                |
| Ultramarines: A Warhammer 40,000 Movie                                                                      | ۱۳ دسامبر ۲۰۱۰  | گود ستوری پروداکشنس کدکس پیکچرز پاپ۶ | انگلستان                             |
| Uzay Kuvvetleri 2911                                                                                        | ۱۶ مه ۲۰۱۴      | انیمج فیلم | ترکیه                                |
| کبوتر بی‌باک                                                                                                 | ۲۵ مارس ۲۰۰۵    | ونگوارد انیمیشن آدیسی انترتینمنت استودیوهای ایلینگ | بریتانیا                             |
| وکسیل Bekushiru 2077 Nihon sakoku                                                                           | ۱۸ اوت ۲۰۰۷     | آکسی بات | ژاپن                                 |
| ویوو | ۶ اوت ۲۰۲۱      | نتفلیکس سونی پیکچرز انیمیشن کلمبیا پیکچرز | ایالات متحده                         |
| وال-ئی | ۲۰ ژوئن ۲۰۰۸    | پیکسار والت دیزنی پیکچرز | ایالات متحده                         |
| White Snake 白蛇：缘起                                                                                      | ۱۱ ژانویه ۲۰۱۹  | لایت چسر انیمیشن استودیوز | چین                                  |
| دنیای وحش                                                                                                   | ۱۴ آوریل ۲۰۰۶   | کور فیچر انیمیشن والت دیزنی پیکچرز | ایالات متحده                         |
| Wicked Flying Monkeys Guardianes de Oz                                                                      | ۱۰ آوریل ۲۰۱۵   | انیما استودیوز فیلم شارکس انترنشنال | مکزیک هندوستان                       |
| The Wild Life Robinson Crusoe                                                                               | ۳۰ مارس ۲۰۱۶    | ان ویو پیکچرز | بلژیک                                |
| 'بال‌ها От винта 3D                                                                                          | ۱۹ اوت ۲۰۱۲     | پردیز پردکشنز تاچ اف کس انیمیشن استودیو | روسیه ارمنستان                       |
| Winx Club 3D: Magical Adventure Winx Club 3D: Magica Avventura                                              | ۲۹ اکتبر ۲۰۱۰   | رینبو سی جی آی | ایتالیا                              |
| Winx Club: The Secret of the Lost Kingdom Winx Club - Il Segreto Del Regno Perduto                          | ۳۰ نوامبر ۲۰۰۷  | رینبو سی جی آی | ایتالیا                              |
| Sheep and Wolves                                                                                            | ۲۲ آوریل ۲۰۱۶   | ویزارت انیمیشن سی تی بی فیلم کمپانی | روسیه                                |
| اژدهای آرزو                                                                                                 | ۱۵ ژانویه ۲۰۲۱  | سونی پیکچرز انیمیشن بس فکس بیجینگ اسپارکل رلل مدیا کورپوریشن فلگ شیپ انترتینمنت گروپ باس کولابوریشین تنسنت پیکچرز کولتورال اینوستمنت هلدینگس کلمبیا پیکچرز | ایالات متحده چین                     |
| پارک شگفت‌انگیز                                                                                              | ۱۵ مارس ۲۰۱۹    | پارامونت انیمیشن نیکلودئون موویز وان انیمیشن استودیوز پارامونت پیکچرز                                                                                      | ایالات متحده                         |
| رالف خرابکار                                                                                                | ۲۱ نوامبر ۲۰۱۲  | استودیو انیمیشن والت دیزنی والت دیزنی پیکچرز | ایالات متحده                         |
| Yak: The Giant King                                                                                         | ۴ اکتبر ۲۰۱۲    | ورکپوینت اینترتینمنت سهامونگکل فیلم اینترنشنال | تایلند                               |
| پرنده زرد Gus, petit oiseau, grand voyage                                                                   | ۴ فوریه ۲۰۱۵    | تیم تو هوت ات کورت اس سی فیلمس انترنشنال | فرانسه بلژیک                         |
| Yona Yona Penguin                                                                                           | ۲۸ اکتبر ۲۰۰۹   | مدهاوس | فرانسه ژاپن                          |
| Yugo & Lala                                                                                                 | ۱۰ اوت ۲۰۱۲     | | چین                                  |
| Adventures in Zambezia                                                                                      | ۵ ژوئن ۲۰۱۲     | تریگرفیش انیمیشن استودیوز سینما منجمنت گروپ | آفریقای جنوبی                        |
| Zodiac: The Race Begins                                                                                     | ۲۶ ژانویه ۲۰۰۶  | شاو اورگانیزیشن | سنگاپور                              |
| زوتوپیا | ۴ مارس ۲۰۱۶     | استودیو انیمیشن والت دیزنی والت دیزنی پیکچرز | ایالات متحده                         |

## فیلم‌های آینده
| فیلم                                     | تاریخ انتشار   | استودیو                                                             | کشور              |
| ---------------------------------------- | -------------- | ------------------------------------------------------------------- | ----------------- |
| آرگونوت‌ها Argonautes                     | ۲۰۲۲           | تات پروداکشنز                                                       | فرانسه            |
| رفقای بد                                 | ۱۵ آوریل ۲۰۲۲  | دریم‌ورکس انیمیشن یونیورسال پیکچرز                                   | ایالات متحده      |
| گربه کلاه‌به‌سر                            | ۲۰۲۴           | گروه انیمیشن وارنر برادران وارنر پیکچرز                             | ایالات متحده      |
| ابر حیوانات لیگ دی‌سی                     | ۲۰ مه ۲۰۲۲     | گروه انیمیشن وارنر برادران وارنر پیکچرز                             | ایالات متحده      |
| من نفرت‌انگیز ۴                           | TBD            | ایلومینیشن یونیورسال پیکچرز                                         | ایالات متحده      |
| هتل ترانسیلوانیا ۴                       | ۱۴ ژانویه ۲۰۲۲ | سونی پیکچرز انیمیشن کلمبیا پیکچرز                                   | ایالات متحده      |
| عصر یخبندان                              | ۲۸ ژانویه ۲۰۲۲ | دیزنی پلاس انیمیشن قرن بیستم باردل انترتینمنت استودیو قرن بیستم     | ایالات متحده      |
| The Ice Dragon                           | ۲۰۲۴           | گروه انیمیشن وارنر برادران وارنر پیکچرز                             | ایالات متحده      |
| The Jungle Bunch 2 Les As de la Jungle 2 | ۲۰۲۳           | تات پروداکشنز Société nouvelle de distribution                      | فرانسه            |
| لایت‌یر                                   | ۱۷ ژوئن ۲۰۲۲   | پیکسار والت دیزنی پیکچرز                                            | ایالات متحده      |
| شانس                                     | ۱۸ فوریه ۲۰۲۲  | اپل تی‌وی پلاس اسکای‌دنس مدیا اسکای‌دنس انیمیشن مادرید پارامونت پیکچرز | ایالات متحده      |
| The Magician's Elephant                  | TBA            | نتفلیکس انیمیشن نتفلیکس                                             | ایالات متحده      |
| فیلم برادران سوپر ماریو                  | ۲۱ دسامبر ۲۰۲۲ | ایلومینیشن یونیورسال پیکچرز                                         | ایالات متحده ژاپن |
| مینیون‌ها: ظهور گرو                       | ۱ ژوئیه ۲۰۲۲   | ایلومینیشن یونیورسال پیکچرز                                         | ایالات متحده      |
| اسکوب                                    | ۲۰۲۲           | اچ‌بی‌او مکس گروه انیمیشن وارنر برادران وارنر پیکچرز                  | ایالات متحده      |
| آواز ۲                                   | ۲۲ دسامبر ۲۰۲۱ | ایلومینیشن یونیورسال پیکچرز                                         | ایالات متحده      |
| Spellbound                               | ۱۱ نوامبر ۲۰۲۲ | اسکای‌دنس مدیا اسکای‌دنس انیمیشن مادرید پارامونت پیکچرز               | ایالات متحده      |
| در میان دنیای عنکبوتی                    | ۷ اکتبر ۲۰۲۲   | سونی پیکچرز انیمیشن کلمبیا پیکچرز                                   | ایالات متحده      |
| Strange World                            | ۲۳ نوامبر ۲۰۲۲ | استودیو انیمیشن والت دیزنی والت دیزنی پیکچرز                        | ایالات متحده      |
| The Tiger's Apprentice                   | ۱۰ فوریه ۲۰۲۳  | پارامونت انیمیشن پارامونت پیکچرز                                    | ایالات متحده      |
| قرمز شدن                                 | ۱۱ مارس ۲۰۲۲   | پیکسار والت دیزنی پیکچرز                                            | ایالات متحده      |
| Under the Boardwalk                      | ۲۲ ژوئیه ۲۰۲۲  | پارامونت انیمیشن پارامونت پیکچرز                                    | ایالات متحده      |